# Kipandiorchis
Kipandiorchis – rodzaj roślin z rodziny storczykowatych (Orchidaceae). Obejmuje dwa gatunki występujące endemicznie na Borneo w Azji Południowo-Wschodniej. Cechy wegetatywne są podobne do innych rodzajów z podplemienia Aeridinae. Rośliny te wyróżniają się drobnymi, krótkotrwałymi kwiatami oraz gęstym kwiatostanem z dużymi, trójkątnymi i trwałymi przysadkami.

## Systematyka
Rodzaj sklasyfikowany do podplemienia Aeridinae w plemieniu Vandeae, podrodzina epidendronowe (Epidendroideae), rodzina storczykowate (Orchidaceae), rząd szparagowce (Asparagales) w obrębie roślin jednoliściennych.
Wykaz gatunków
- Kipandiorchis jamirusii P.O'Byrne & Gokusing
- Kipandiorchis jiewhoei P.O'Byrne & Gokusing